# Nowe Kichary
Nowe Kichary – wieś sołecka w Polsce, położona w województwie świętokrzyskim, w powiecie sandomierskim, w gminie Dwikozy.
W latach 1975–1998 miejscowość administracyjnie należała do województwa tarnobrzeskiego.
Przez wieś przechodzi  niebieski szlak turystyczny z Gołoszyc do Dwikoz.

## Części wsi
| SIMC    | Nazwa         | Rodzaj    |
| ------- | ------------- | --------- |
| 0790321 | Charula       | część wsi |
| 0790338 | Niskie Góry   | część wsi |
| 0790344 | Ogrojec       | część wsi |
| 0790350 | Osada Młyńska | część wsi |

## Historia
Kichary (obecnie Nowe i Stare Kichary) w wieku XIX – wieś włościańska i osada młynarska nad rzeką Opatówką w powiecie sandomierskim, gminie Wilczyce, parafii Góry Wysokie. 
W 1827 r. było tu 31 domów 212 mieszkańców. W roku 1883 było 77 domów i 368 mieszkańców oraz 880 mórg ziemi włościańskiej i 21 mórg przy osadzie młynarskiej.
Od XVII wieku wieś stanowiła własność klasztoru benedyktynek w Sandomierzu aż do czasów kasaty 1819 r.
W dawnych dokumentach wieś pisano niekiedy Kuchary.  Około 1350 r. dziedzicem Kichar był Bartko, mieszczanin sandomierski. Świadczy o tym kamień grobowy w przedsionku kościoła katedralnego w Sandomierzu od strony północnej z napisem łacińskim bardzo wytartym.

Około 1578 r. dziedzicem wsi był Kacper Stanisławski, był tu 1 łan, 2 osadników i 1 komornik. 
Od Stanisławskiego przeszły Kichary do Jacka Młodziejowskiego, podskarbiego nadwornego koronnego, starosty krzeczowskiego i Piaseckiego, który następnie sprzedał je Prokopowi z Granowa Sieniawskiemu, marszałkowi nadwornemu koronnemu, staroście ratyńskiemu. Po jego śmierci wdowa Elżbieta z Gostomskich z Leżenic Sieniawska zapisała Kichary klasztorowi benedyktynek sandomierskich w roku 1616.
Po spaleniu się 1623 r. Sandomierza, a z nim drewnianego klasztoru i kościoła benedyktynek, zakonnice były zmuszone przenieść się do Kichar, jako dziedzicznych dóbr fundatorki klasztoru, zgromadzenie mieszkało tu przez pięć lat, zamieniwszy zameczek na klasztor. 
W początkach września 1624 r. Bogusław Radoszewski, biskup kijowski i opat świętokrzyski konsekrował 8 września tego roku w kościele górskim  Zofię Sieniawską na ksienię zakonu.

## Zabytki
- Kaplica pw. św. Rocha i św. Jacka urządzona przez benedyktynki po 1623 roku w dawnej baszcie dworu obronnego. W 1623 roku Elżbieta z Gostomskich, wdowa po Prokopie Sieniawskim z Granowa, zapisała Kichary benedyktynkom, po tym gdy spalił się ich klasztor w Sandomierzu. Dwór obronny w Kicharach był wianem dla jej córki Elżbiety, będącej ksienią klasztoru. Siostry benedyktynki opuściły Kichary w roku 1865 i przeniosły się do nowo wybudowanego klasztoru. Od tego czasu dwór popada w ruinę. Jeszcze w II połowie XIX wieku stały dwie wieże. Na początku XX wieku pozostała już tylko jedna nazwana kaplicą św. Rocha i św. Jacka. W czasie II wojny światowej wieża i otaczające ją mury zostały znacznie zniszczone. We wnętrzu zachowały się fragmenty malowideł z XVII wieku. Wpisana do rejestru zabytków nieruchomych (nr rej.: A.670 z 14.04.1966 i z 14.06.1977)[9].
- Kapliczka latarniowa, jedna z pięciu tzw. latarni chocimskich pochodząca z końca XVII w. (nr rej.: A.947/1-5 z 25.08.2021)[9].